# Mark Whittow
Mark Whittow (24 d'agost del 1957 - 23 de desembre del 2017) fou un historiador, arqueòleg i acadèmic britànic especialitzat en l'Imperi Romà d'Orient. Fou professor a la Universitat d'Oxford i Fellow d'Estudis Bizantins al Corpus Christi College d'Oxford.

## Joventut i educació
Whittow nasqué a Cambridge. Ensenyà Història Moderna al Trinity College i obtingué un PhD en Història i Arqueologia Bizantines.

## Carrera acadèmica
Whittow fou investigador associat i professor a l'Oriel College i formà part de la facultat de la Universitat de Reading i el King's College de Londres abans de tornar a Oxford el 1998 com a membre del St Peter's College i professor d'Història. Esdevingué fellow de Corpus Christi i professor d'Estudis Bizantins el 2009. Fou rector sènior de la universitat el curs 2016/2017. El novembre del 2017 es feu públic que seria el següent rector de l'Oriel College, càrrec que havia d'assumir el setembre del 2018.

## Vida personal
Whittow estava casat amb Helen, QC i jutgessa suplent de l'Alt Tribunal.
Morí en un accident de cotxe a Oxfordshire tard al vespre del 23 de desembre del 2017. Tenia 60 anys.

## Obres seleccionades
- Whittow, Mark. The Making of Orthodox Byzantium, 600–1025 (en anglès).  Basingstoke: Macmillan, 1996. ISBN 9781349247653.
- "Recent Research on the Late Antique City in Asia Minor: the second half of the 6th c. revisited". A: L. Lavan (ed.) Recent Research in Late Antique Urbanism, JRA Supplementary Series 42, Portsmouth, RI, 2001.
- "Early Medieval Byzantium and the End of the Ancient World", Journal of Agrarian Change, vol. 9 (2009).
- "The Middle Byzantine Economy". A: J. Shepard (ed.) The Cambridge History of the Byzantine Empire, Cambridge, 2009.
- "The Late Roman/Early Byzantine Near East". A: The New Cambridge History of Islam I, ed. C. Robinson, Cambridge, 2010.